# Pomaretto
Pomaretto (piemontesisch Pomaret, okzitanisch Poumaret) ist eine Gemeinde in der italienischen Metropolitanstadt Turin (TO), Region Piemont.

## Lage und Einwohner
Pomaretto liegt knapp 60 km westlich von Turin im Valle Germanasca kurz vor der Mündung in den Chisone. Das Gemeindegebiet umfasst eine Fläche von 8 km² und hat 968 Einwohner (Stand 31. Dezember 2023).
Die Nachbargemeinden sind Perosa Argentina, Perrero, Inverso Pinasca und Pramollo.

## Geschichte

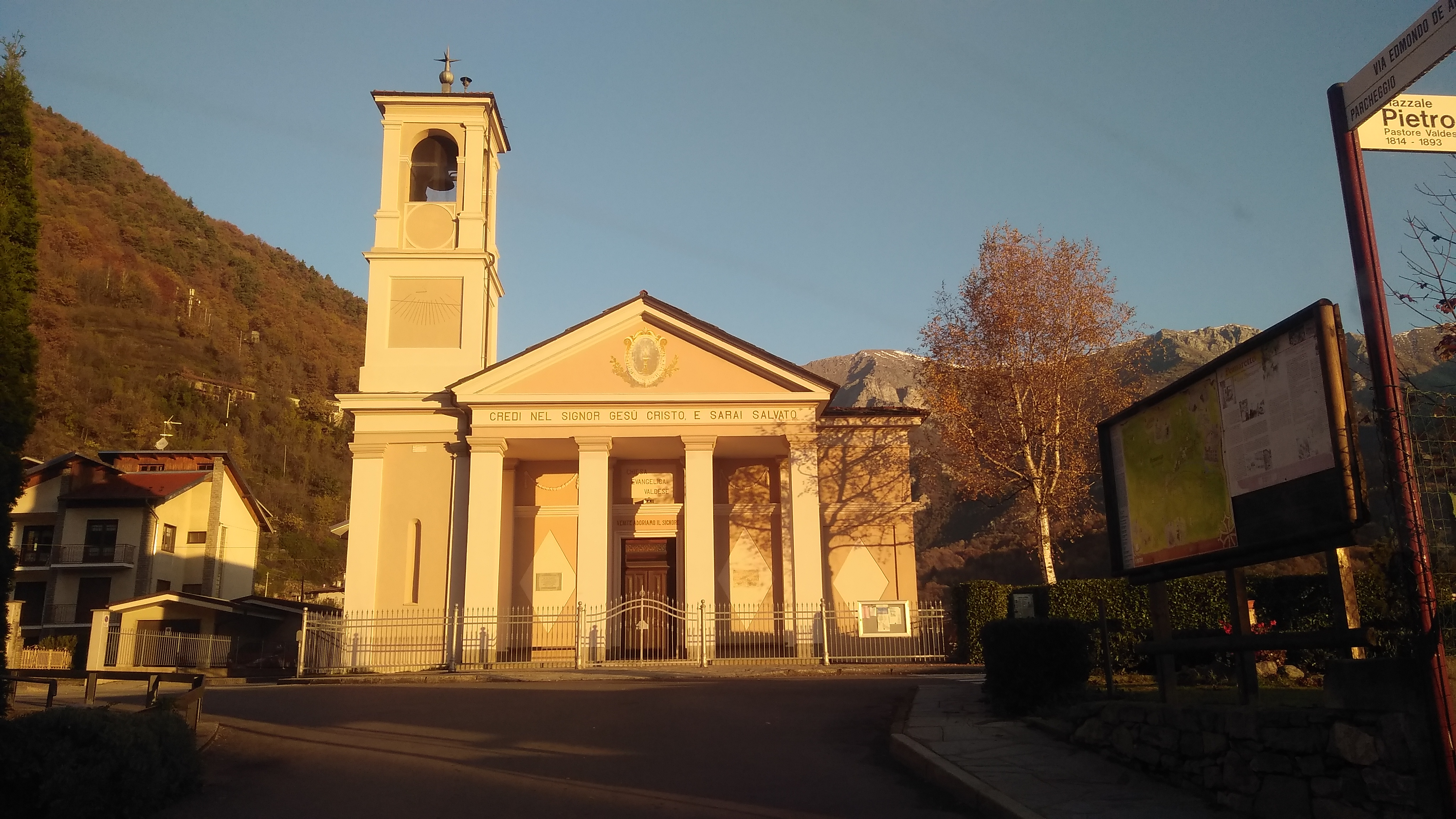
Waldenser Tempel

Der Waldenser-Tempel stammt aus der ersten Hälfte des 19. Jahrhunderts (1826–1828) und wurde mit der Genehmigung von König Carlo Felice erbaut, nachdem der andere, ältere Tempel, der sich in einer feuchten und ungesunden Gegend in der Nähe befand, vom Einsturz bedroht war. Es wurde zunächst ohne Glockenturm gebaut, dieser wurde dann 1909 angebaut. Die hinteren Räume stammen aus den 1920er Jahren, ebenso wie die pneumatische Übertragungsorgel aus dem Jahr 1929.